# Тивновичи (Могилёвская область)
Ти́вновичи (бел. Ціўнавічы) — деревня в составе Сычковского сельсовета Бобруйского района Могилёвской области Республики Беларусь.

## Население
- 1999 год — 67 человек
- 2010 год — 45 человек